# Grand Prix moto du Japon 2000
Le  Grand Prix moto du Japon 2000 est la troisième manche du championnat du monde de vitesse moto 2000. La compétition s'est déroulée du 7 au 9 avril 2000 sur le circuit de Suzuka.
C'est la 20e édition du Grand Prix moto du Japon.

## Classement des 500 cm3
| Pos  | Pilote              | Constructeur | Temps/Écart     | Points |
| ---- | ------------------- | ------------ | --------------- | ------ |
| 1    | Norifumi Abe        | Yamaha       | 45 min 16 s 657 | 25     |
| 2    | Kenny Roberts Jr    | Suzuki       | +0 s 279        | 20     |
| 3    | Tadayuki Okada      | Honda        | +1 s 912        | 16     |
| 4    | Nobuatsu Aoki       | Suzuki       | +2 s 002        | 13     |
| 5    | Carlos Checa        | Yamaha       | +2 s 530        | 11     |
| 6    | Àlex Crivillé       | Honda        | +2 s 678        | 10     |
| 7    | Alex Barros         | Honda        | +4 s 213        | 9      |
| 8    | Jeremy McWilliams   | Aprilia      | +4 s 902        | 8      |
| 9    | Garry McCoy         | Yamaha       | +15 s 471       | 7      |
| 10   | Akira Ryo           | Suzuki       | +15 s 662       | 6      |
| 11   | Valentino Rossi     | Honda        | +29 s 785       | 5      |
| 12   | Loris Capirossi     | Honda        | +42 s 069       | 4      |
| 13   | Jurgen vd Goorbergh | TSR-Honda    | +48 s 774       | 3      |
| 14   | Régis Laconi        | Yamaha       | +58 s 022       | 2      |
| 15   | David de Gea        | Modenas      | +1 min 22 s 141 | 1      |
| 16   | Yoshiteru Konishi   | TSR-Honda    | +1 min 22 s 247 |        |
| 17   | Sébastien Gimbert   | Honda        | +1 min 22 s 523 |        |
| 18   | Shane Norval        | Honda        | +1 tour         |        |
| Abd. | José Luis Cardoso   | Honda        | Abandon         |        |
| Abd. | Tetsuya Harada      | Aprilia      | Abandon         |        |
| Abd. | Sete Gibernau       | Honda        | Abandon         |        |
| Abd. | Max Biaggi          | Yamaha       | Abandon         |        |

## Classement des 250 cm3
| Pos  | Pilote            | Constructeur | Temps/Écart     | Points |
| ---- | ----------------- | ------------ | --------------- | ------ |
| 1    | Daijiro Kato      | Honda        | 41 min 00 s 361 | 25     |
| 2    | Tohru Ukawa       | Honda        | +0 s 129        | 20     |
| 3    | Shinya Nakano     | Yamaha       | +0 s 231        | 16     |
| 4    | Olivier Jacque    | Yamaha       | +15 s 009       | 13     |
| 5    | Marco Melandri    | Aprilia      | +41 s 325       | 11     |
| 6    | Anthony West      | Honda        | +53 s 261       | 10     |
| 7    | Franco Battaini   | Aprilia      | +53 s 627       | 9      |
| 8    | Osamu Miyazaki    | Yamaha       | +53 s 746       | 8      |
| 9    | Shinichi Nakatomi | Honda        | +59 s 737       | 7      |
| 10   | Nobuyuki Ohsaki   | Yamaha       | +1 min 00 s 249 | 6      |
| 11   | Luca Boscoscuro   | Aprilia      | +1 min 00 s 344 | 5      |
| 12   | Sebastian Porto   | Yamaha       | +1 min 04 s 338 | 4      |
| 13   | Klaus Nohles      | Aprilia      | +1 min 12 s 660 | 3      |
| 14   | Taro Sekiguchi    | Yamaha       | +1 min 12 s 899 | 2      |
| 15   | Alex Hofmann      | Aprilia      | +1 min 13 s 434 | 1      |
| 16   | Jason Vincent     | Aprilia      | +1 min 14 s 678 |        |
| 17   | Tekkyu Kayoh      | TSR-Honda    | +1 min 17 s 496 |        |
| 18   | Johann Stigefelt  | TSR-Honda    | +1 min 24 s 131 |        |
| 19   | Shahrol Yuzy      | Yamaha       | +1 min 25 s 829 |        |
| 20   | Daisaku Sakai     | Honda        | +1 min 37 s 117 |        |
| 21   | Jarno Janssen     | TSR-Honda    | +1 min 45 s 687 |        |
| 22   | Fonsi Nieto       | Yamaha       | +1 min 45 s 757 |        |
| 23   | David Checa       | TSR-Honda    | +2 min 08 s 832 |        |
| Abd. | Ivan Clementi     | Aprilia      | Abandon         |        |
| Abd. | Jamie Robinson    | Aprilia      | Abandon         |        |
| Abd. | Alex Debón        | Aprilia      | Abandon         |        |
| Abd. | Roberto Rolfo     | TSR-Honda    | Abandon         |        |
| Abd. | Ralf Waldmann     | Aprilia      | Abandon         |        |
| Abd. | Adrian Coates     | Aprilia      | Abandon         |        |
| Abd. | Naoki Matsudo     | Yamaha       | Abandon         |        |

## Classement des 125 cm3
| Pos  | Pilote             | Constructeur | Temps/Écart     | Points |
| ---- | ------------------ | ------------ | --------------- | ------ |
| 1    | Masao Azuma        | Honda        | 38 min 15 s 366 | 25     |
| 2    | Youichi Ui         | Derbi        | +0 s 622        | 20     |
| 3    | Noboru Ueda        | Honda        | +4 s 088        | 16     |
| 4    | Emilio Alzamora    | Honda        | +4 s 170        | 13     |
| 5    | Manuel Poggiali    | Derbi        | +5 s 697        | 11     |
| 6    | Alex De Angelis    | Honda        | +15 s 596       | 10     |
| 7    | Steve Jenkner      | Honda        | +15 s 597       | 9      |
| 8    | Ivan Goi           | Honda        | +23 s 402       | 8      |
| 9    | Gino Borsoi        | Aprilia      | +32 s 204       | 7      |
| 10   | Simone Sanna       | Aprilia      | +33 s 961       | 6      |
| 11   | Ángel Nieto Jr     | Honda        | +42 s 276       | 5      |
| 12   | Antonio Elias      | Honda        | +42 s 378       | 4      |
| 13   | Randy de Puniet    | Aprilia      | +42 s 700       | 3      |
| 14   | Pablo Nieto        | Derbi        | +43 s 206       | 2      |
| 15   | Jaroslav Huleš     | Aprilia      | +1 min 07 s 361 | 1      |
| 16   | Reinhard Stolz     | Honda        | +1 min 19 s 126 |        |
| 17   | Leon Haslam        | Italjet      | +1 min 24 s 320 |        |
| 18   | Joshua Brookes     | Honda        | +1 min 35 s 650 |        |
| 19   | Éric Bataille      | Honda        | +1 min 38 s 754 |        |
| 20   | Stefano Bianco     | Honda        | +1 tour         |        |
| Abd. | Jay Taylor         | Honda        | Abandon         |        |
| Abd. | William De Angelis | Aprilia      | Abandon         |        |
| Abd. | Arnaud Vincent     | Aprilia      | Abandon         |        |
| Abd. | Lucio Cecchinello  | Honda        | Abandon         |        |
| Abd. | Michael Teniswood  | Honda        | Abandon         |        |
| Abd. | Marco Tresoldi     | Italjet      | Abandon         |        |
| Abd. | Max Sabbatani      | Honda        | Abandon         |        |
| Abd. | Roberto Locatelli  | Aprilia      | Abandon         |        |
| Abd. | Gianluigi Scalvini | Aprilia      | Abandon         |        |